# 진한날개작은집박쥐
진한날개작은집박쥐(Scotoecus hirundo)는 애기박쥐과에 속하는 박쥐의 일종이다. 앙골라와 카메룬, 중앙아프리카공화국, 콩고민주공화국, 코트디부아르, 에티오피아, 감비아, 가나, 케냐, 말라위, 모잠비크, 나이지리아, 세네갈, 시에라리온, 소말리아, 수단, 탄자니아, 우간다, 잠비아에서 발견된다.